# Glenwood, Wisconsin
Glenwood là một thị trấn thuộc quận St. Croix, tiểu bang Wisconsin, Hoa Kỳ. Năm 2010, dân số của thị trấn này là 756 người.